# Naim Allaj
Naim Allaj (Kavajë, 30 novembre 1950) è un ex calciatore albanese, di ruolo centrocampista.

## Carriera

### Nazionale
Ha collezionato 2 presenze con la Nazionale albanese nel 1973: la prima è una sfida valida per le qualificazioni ai Mondiali 1974 vinta 1-0 contro la Finlandia.